# 恆春風力發電站
恆春風力發電站位於臺灣屏東縣恆春鎮第三核能發電廠內。為隸屬於台灣電力公司的風力發電站，該發電站內共裝設三部裝置容量1.5MW的風力發電機，並由鄰近的第三核能發電廠就近進行機組運轉與維護。

## 沿革

### 計畫
2004年12月澎湖縣中屯風力發電站第一期風力發電機設置完成後，鑒於該發電站之機組運轉狀況良好，因此台灣電力公司於隔年開始推動「風力發電十年發展計畫」。其中第一期風力開發中，台電公司規畫將於臺灣西部地區既有核能與火力發電廠空閒廠區，以及具有優良風力資源的沿海地區架設風力發電機組。位於屏東縣恆春鎮的第三核能發電廠台電公司即規劃於西邊空閒廠區設置三部風力發電機組。

### 施工
2003年11月25日，恆春風力發電計畫開始動工，由中興電工集團得標負責整項風力發電計畫的統包工程。恆春風力發電站內共裝設三部由美國奇異公司製造裝置容量1.5MW的風力發電機組。該三部風力發電機採用增速齒輪箱風力發電，單機造價新臺幣6,900萬元，每座風機塔標高60.7公尺，風葉長達34.5公尺，重6公噸，使用壽命長達20年，所產生之電力經輸電線路直接併入引接至第三核能發電廠的開關場併聯於供電系統中。

### 完工
2005年4月18日恆春風力發電站完工啟用，其高聳的風機塔座成為墾丁後壁湖地區醒目的地標景色。台電公司也將其中一座設置位置靠近後壁湖台電南部展示館的風力發電機開放給民眾申請進入參觀，以讓大眾能夠親身了解風力發電之原理與實際樣貌。在南部展示館中，台電公司也特別規劃一組即時發電面板讓參訪展示館之遊客能了解恆春風力發電站的瞬間發電量。
恆春風力發電站完工後，也因為其醒目的塔身，受到網路上正反兩極的評價，筆名為「杜虹」的生態作家便曾針對風力發電機組極為反感，表示：「第一眼看到風車聳立南灣，簡直令人抓狂」。
2013年6月，台灣電力公司進行恆春風力發電站之擴建的初步規劃，計畫將再增設三部風力發電機組，總投資經費預估為新臺幣4.9億元。然而擴建計畫公開後，引起發電站周圍的居民強烈反彈，表示原本既有的3座風力發電機運轉時就已經會產生巨大的噪音，因此早就希望台電公司能夠改成太陽能發電，然而台電若執意進行擴建不排除號招鎮民抗爭到底。墾丁國家公園管理處也表示非常擔心風力發電機的扇葉會影響鳥類活動。
對此台電公司早於同年4月就在第三核能發電廠周圍進行環境調查。確認風力發電機對鳥類活動沒有影響，另外也在鄰近廠區外的3個定點進行噪音測試，爾後測出的全頻和低頻噪音量均符合現行法規，以及預告環境噪音管制法的規定。最後台電公司也表示，風力發機組會產生噪音有可能是機組發生故障所導致，而全臺所有風力發電機組由台電總公司設有中央監控設備，因此某地的機組一有故障狀況，將立即停機並檢修，對於恆春鎮居民的噪音困擾將持續改進。

## 設備

### 發電機組
| 風力發電機類型                                | 風力發電類型 | 機組數量 | 裝置容量（MW） | 商轉日期      | 狀態   |
| --------------------------------------------- | ------------ | -------- | -------------- | ------------- | ------ |
| 美国General Electric公司製 1.5se 型風力發電機 | 陸域風力發電 | 3        | 4.5MW          | 2005年4月18日 | 商轉中 |

## 資料來源
1. 1 2 3  魏斌、郭芳綺、歐祥義、林美芬. . 自由時報. 2005-03-02  [2017-09-19]. （原始内容存档于2019-06-29） （中文（臺灣））.
2. 1 2 3  . The Wind Power.   [2017-09-19]. （原始内容存档于2020-08-01） （美国英语）.
3. 1 2 3 4 5  . 中興電工集團.   [2017-09-19]. （原始内容存档于2019-09-02） （中文（臺灣））.
4. 1 2  吳天明.  (PDF). 源雜誌91期. 2002-01  [2017-09-19]. （原始内容 (PDF)存档于2019-07-01） （中文（臺灣））.
5. 1 2 3  謝惠子. . 經濟部能源局. 2005-06  [2017-09-19] （中文（臺灣））.[]
6. ↑  . 台灣電力公司南部展示館.   [2017-09-19]. （原始内容存档于2017-05-09） （中文（臺灣））.
7. 1 2  陳哲雄. . 環境資訊中心. 2013-06-25  [2017-09-19] （中文（臺灣））.